# 마블제이
마블제이(Marvel.J, 1994년 10월 19일 ~)는 대한민국의 래퍼로 RBW 산하 레이블 올라잇 뮤직에 소속되어있으며, 힙합 크루 대남협의 리더다.
2010년 언터쳐블의 두번째 정규앨범 Who's HOT의 I'm A Bella에 피쳐링에 참여하여 자신의 이름을 알렸으며, 2014년 7월 31일 첫 싱글 사냥개를 발매하면서 데뷔하였다.
2018년 2월 28일에 학군 56기로서 육군 소위로 임관하여 특전사 장교로 입대했다.

## 음반 목록

### 정규 앨범
- 2018년 - BLUE MARVEL

### EP
- 2017년 - Graduation

### 싱글
- 2014년 - 사냥개
- 2014년 - Nice Girl Wrong Place
- 2015년 - 돈 벌러왔어
- 2017년 - RESPECT (리스펙트) by 베이식
- 2017년 - 할래말래

### 참여 앨범
- 2010년 - 언터쳐블 2집 Who's HOT
- 2016년 - 베이식 EP NICE
- 2017년 - 올라잇 뮤직 싱글 All Right
- 2019년 - OKLA 싱글 BUZA